# Курмантау
Курманта́у (рос. Курмантау, башк. Ҡормантау) — село у складі Гафурійського району Башкортостану, Росія. Входить до складу Бурлинської сільської ради.
Населення — 420 осіб (2010; 489 в 2002).
Національний склад:
- татари — 72%
- башкири — 27%